# 石越 (前秦)
石 越（せき えつ、? - 384年）は、五胡十六国時代前秦の軍人。始平郡の出身。前秦の勢力拡大に貢献したが、淝水の戦いの後に反前秦の軍に敗れて討死した。

## 生涯
前秦に仕え、黄門郎に任じられていた。
369年11月、前秦君主苻堅の命により、使者として前燕に派遣された。その後、征虜将軍・屯騎校尉に任じられた。
378年2月、石越は1万騎を率いて魯陽関より襄陽へ侵攻した。
4月、前秦軍は漢陽から沔北まで軍を進めた。東晋の梁州刺史朱序は前秦軍に船がないことから備えを怠っていたが、石越は5千騎を率いて馬で川を渡ったので、朱序はこれに驚愕してすぐさま中城を固く守った。石越軍は城の外郭を攻め落とし、船百艘余りを鹵獲すると、残りの全軍を渡河させた。総大将である征南大将軍苻丕は中城を攻め、石越は領軍将軍苟池・右将軍毛当と共に5万の兵を率いて江陵に向かった。東晋の車騎将軍桓沖は7万の兵を率いて救援に向かったものの、石越らを憚って進むことができず、上明に留まった。翌379年2月に襄陽は陥落し、朱序は捕虜となった。石越はその後、驍騎将軍に任じられ、屯騎校尉はそのままとされた。
380年4月、行唐公苻洛が反旗を翻すと、苻堅は征討大都督苻融にこれを討伐させると共に、石越には別動隊を与えて本拠地の和龍（龍城）を奇襲させた。石越は東萊から1万騎を率いて海路4百里を行き、和龍へ侵攻した。5月、石越は和龍を攻略すると、苻洛の側近である治中平規とその余党数百人を討ち取り、幽州を悉く平定した。
8月、前秦は幽州を分けて平州を新設すると、石越を領護鮮卑中郎将・平州刺史に任じて龍城を鎮守させた。後に太子左衛率に任じられた。
382年10月、苻堅は群臣を太極殿に招集し、会議を開くと「我が大業を継承してから三十年が過ぎたが、汚れた賊どもを刈り取る事で、四方をほぼ平定した。ただ、東南の一隅だけが未だに王化に賓しておらず、我は天下が一つではないことをいつも思い、夕飯をも満足に食べる事が出来ていない。ゆえに今、天下の兵を起こし、これを討たんと考えている。武官・精兵を数えるに97万にも及ぶというから、我自らがその兵を率いて先陣となり、南裔を討伐しようと思うのだ。諸卿らの意見は如何か」と問うた。
石越は進み出て「呉人は険阻にして偏隅の地を頼みとし、王命を迎えいれようとしておりません。陛下自らが六師を率いてその罪を問うというのは、誠に人神を合わせ、四海の望みに適う事です。しかし今、歳鎮星（歳星は木星、鎮星は土星のこと）が斗宿・牛宿に差し掛かっております。これは福徳が呉にあるということです。天体にも違いは見られず、犯すべきではありません。それに晋の中宗（司馬睿）は藩王の頃より夷夏の情を集め、それによってみなより推戴されたのです。その遺愛は、なお民の中にあります。昌明（孝武帝司馬曜の字）はその孫であり、国は長江の険にあり、朝廷には昏弐の釁（内部分裂）はありません。臣が愚考しますところ、徳を修めて用い、利とするならば、軍を動かすべきではありません。孔子は『遠人が服さなければ、文徳を修めてこれを招くように』といっております。願わくば国境を保って兵を養い、その虚隙を伺いますように」と答えた。これに苻堅は「我が聞くところによると、武王が紂を討った時（牧野の戦い）、逆行した歳が星を犯したと言う（凶兆である）。天道とは幽遠なるものであり、それを知ることはできない。昔、夫差の威は上国（春秋時代の呉が興隆する以前の覇権国）を凌いでいたが、勾践に滅ぼされる所となった。仲謀（孫権の字）は全呉に潤いを行渡らせたが、三代の業により、龍驤（龍驤将軍の王濬）が一呼しただけで、孫晧をはじめとした君臣は面縛した。長江を有するといえども、固守することができなかったのだ！我の衆旅をもって、長江に鞭を投じれば、その流れを断つには充分である」と反論したが、これに対して石越は「臣が聞くところによりますと、紂は無道を為して天下がこれを患っておりました。また、夫差は淫虐であり、孫晧は昏暴であり、衆は背いて親族は離反しました。故に敗れるに至ったのです。今、晋に徳が無いといえども、罪もまたありません。深く願いますのは、兵を磨いて粟を積み、天の時を待たれることを」とさらに反論した。しかし、苻堅がこの意見を聞き入れる事は無かった。
その後も、石越は車騎大将軍苻融・尚書申紹らを始めとした朝臣の大半と共に上書して言葉を尽くして出征を諫め、その回数は数十回にも及んだ。だが、苻堅は「我自らが晋を撃つのだ。その強弱の勢いを比べれば、疾風が枯れ葉を掃くようなものである。それなのに、朝廷の内外ではみな反対する。誠に我の理解できるところではない！」と憤るのみであり、遂に従う事は無かった。
383年5月、東晋の車騎将軍桓沖は前秦征伐の兵を挙げ、10万を率いて襄陽へ侵攻し、さらに前将軍劉波・冠軍将軍桓石虔・振威将軍桓石民らを派遣して沔北の諸城を攻撃した。6月、桓沖軍の別動隊が万歳・筑陽を攻撃し、これらを陥落させた。石越は苻堅の命により、征南将軍苻叡・冠軍将軍慕容垂・左衛将軍毛当と共に歩兵・騎兵併せて5万を率いて襄陽救援に向かった。苻叡軍が新野へ、慕容垂・石越軍が鄧城まで軍を進めると、桓沖は沔南へ後退した。7月、石越は慕容垂と共に軍の前鋒となると、沔水まで進んだ。石越らは夜になると、三軍の兵士全員に十本の炬火を持たせ、樹の枝に括り付けさせた。これにより光が数十里を照らし、これをみた桓沖は恐れて上明まで撤退した。
後に雍州牧に任じられた。
8月、苻堅は東晋攻略を決行すると、石越は征南大将軍苻融・驃騎将軍張蚝・撫軍大将軍苻方・衛軍将軍梁成・平南将軍慕容暐・慕容垂らとともに歩騎25万、号して30万の兵を率いて前鋒軍となった。9月、前鋒軍は潁口に達し、石越は魯陽から侵攻を開始した。
11月、苻堅は淝水の戦いで歴史的大敗を喫してしまい、さらに前秦に服属していた諸部族の謀反を引き起こしてしまった。石越は3千の兵を率いて鄴へ向かい、関東を統治していた苻丕の補佐に当たった。
12月、丁零族の翟斌が蜂起すると、苻堅は慕容垂に討伐を命じた。この時、石越は苻丕へ「我が軍は敗れたばかりで、民心は未だ安んじておりません。罪を負って逃げた人々は乱を考えています。故に丁零族の呼びかけにわずかの期間で数千の衆が応じたのです。慕容垂は国を復興する志を持っており、今兵を持たせては虎に翼を与えるようなものです」と反対したが、苻丕は「垂を鄴においては虎を籍して蛟と寝るようなものであり、いつも肘腋の変をなすことを恐れていた。今、これを外に追いやるのだから、どうして安心できないことがあろうか！それに翟斌は凶悖であり、必や垂の下にいることを良しとしないであろう。2匹の虎を争わせて、我はその動向を見ながらこれを制するのだ。これこそ卞荘子の戦術である」と述べ、容れなかった。
慕容垂は出陣前に鄴にある宗廟を詣でたいと請うたが、苻丕は認めなかった。その為、慕容垂は許可なく密かに入城しようとしたが、役人により入城を拒否されたので、激怒してその役人を殺害すると亭を焼き払ってから帰った。これを聞いた石越は「慕容垂は方鎮（である我ら）を侮り、役人を殺し、亭を焼きました。その敵意がはっきりした今、これを理由に除くべきです」と苻丕に言った。だが、苻丕は「淮南での敗戦の折、垂は乗輿（天子、この場合は苻堅）を護衛した。これを忘れるべきではない」と聞き入れなかった。これに対し石越は「慕容垂は燕にさえ不忠を働いたのに、どうして我らに忠誠を誓いましょうか。陛下に従い、功をあげたのは昔のこと。忠誠など誓いません。やつらはいずれ反乱を目論みます。今、これを除かねば後に必ず患いとなります」と諫言したが、結局容れられなかった。石越は退出後、人に「公父子（苻堅と苻丕）は小仁を好んで、天下の大計を顧みない。いずれ我らは鮮卑の輩に捕らわれてしまうだろう」と告げた。
384年1月、苻丕は石越に歩騎1万を与え、列人に割拠した慕容垂の子の慕容農討伐に向かわせた。石越軍は列人の西まで進出したが、慕容垂配下の趙秋・参軍綦毋騰はこれを迎え撃ち、その前鋒を敗った。その為、石越は柵を設けて守りを固めたが、慕容農は牙門劉木に壮士400人を与えて夜襲をかけさせ、劉木は柵を乗り越えて敵陣へ突入すると石越軍を大いにかく乱し、さらに慕容農が大軍を指揮してこれに続いたので、石越は大敗を喫した。石越は戦死し、その首は慕容垂の下へ送られた。

## 人物・逸話
- 慕容農は『石越は智勇合わせ持つ名高き者』と評している[2]。

- 石越は毛当と並んで前秦の驍将として誉れ高く、故に苻堅は彼らに二人の子（苻丕・苻暉）の補佐を委ねていた。それが相継いで戦死したため、前秦の民は衝撃を受け、盗賊があちこちで群起するようになった[2]。